# Калиго
Калиго (лат. Caligo — «мрачный») — род бабочек семейства Нимфалиды трибы Brassolini. Род включает более двух десятков видов, обитающих в тропиках и субтропиках Американского континента — от Мексики до Аргентины и Перу.

## Описание

### Общая информация

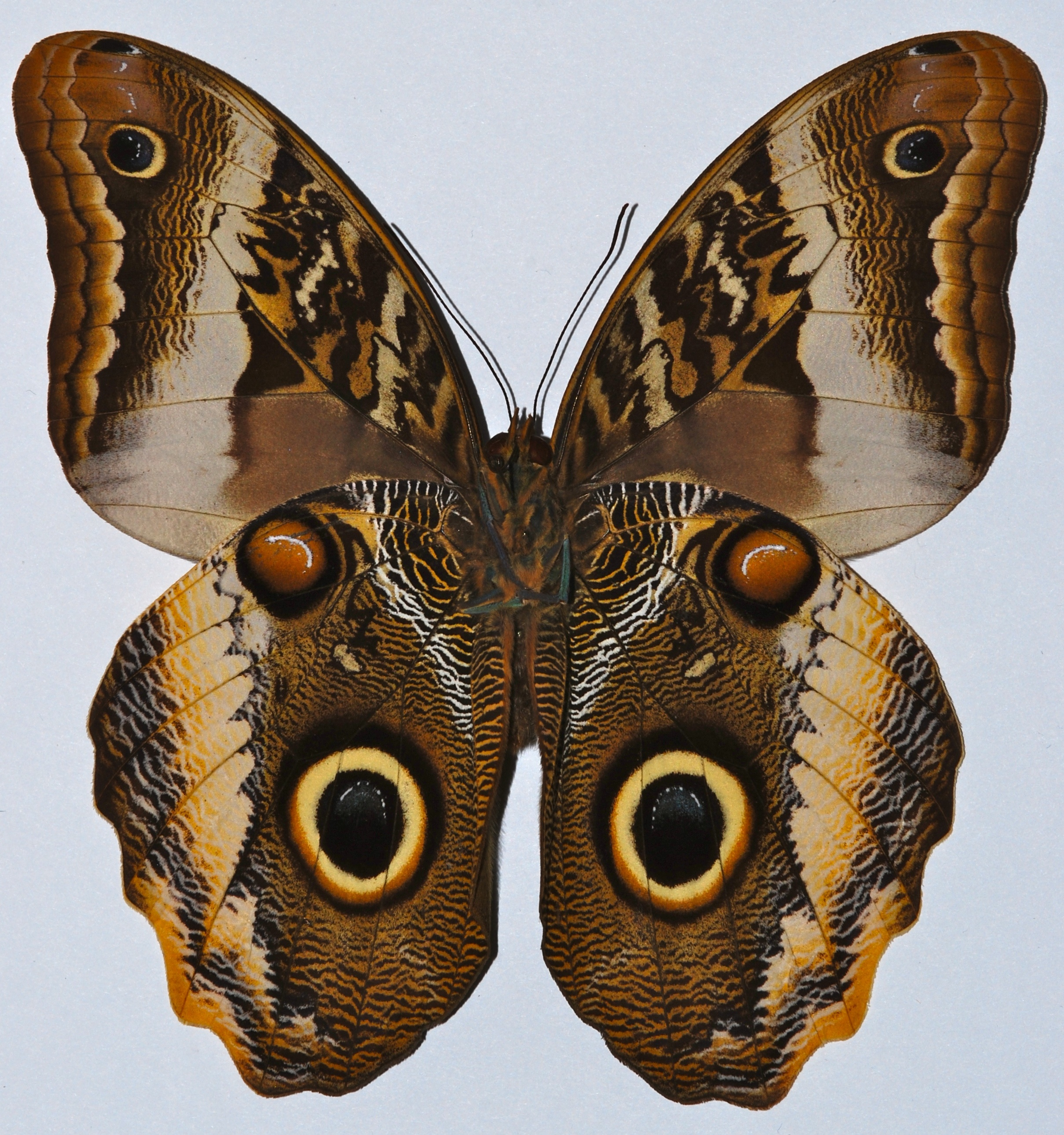
Нижняя сторона крыльев Caligo atreus dyonisos

Размах крыльев отдельных видов до 160 мм. Окраска крыльев преимущественно тёмная, бурых цветов, часто с синим или фиолетовым отливом, а также элементами от оранжевого до коричневых и бурых цветов. Рисунок нижней стороны крыльев сложного узора. В центре нижнего крыла большой темный круг со светлой каймой, напоминающий глаз совы. Такие «глаза» могут отпугивать атакующего хищника или отвлекать его внимание от жизненно важных частей тела бабочки. Выражен половой диморфизм — самки крупнее самцов, имеют менее яркую окраску.

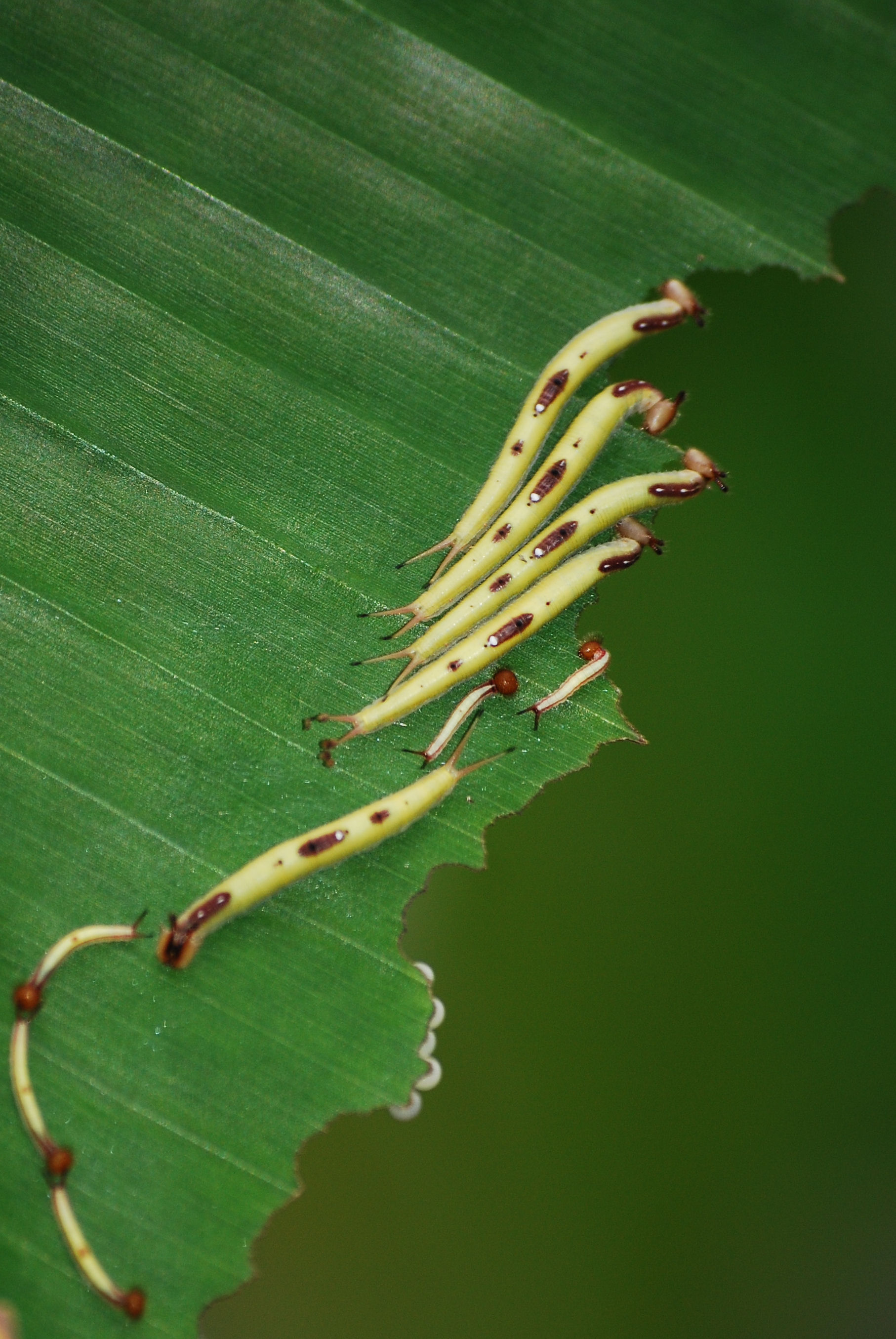
Гусеницы первых возрастов

### Биология
Бабочки обитают в тропических густых лесах и днём скрываются в тени. Полёт бабочек быстрый, иногда скачкообразный. Питаются соком перезревших фруктов, особое предпочтение отдавая перезревшим бананам. Бабочки проявляют активность в утренних и вечерних сумерках. В утренние часы активны с примерно с 7 до 10 часов, летают между растениями в поисках пищи. Затем бабочки активны примерно с 16 часов и до наступления темноты. Ночь проводят сложив крылья на стволах и ветвях деревьев. Спариванию предшествует длительная погоня самца за самкой в «брачном танце». Яйца, как правило, откладываются самкой в один ряд по 3 штуки. Окраска гусениц до 3 возраста зелёная. В этих возрастах они питаются на нижней либо верхней стороне листьев кормовых растений. Гусеницы ведут ночной образ жизни, в дневное время гусеница, либо несколько гусениц, располагаются вдоль средней жилки листа, одна за другой. При этом голова гусеницы, находящейся сзади, лежит на конце тела гусеницы, находящейся впереди неё. Начиная с 4 возраста окраска гусениц изменяется на коричневую. Во время покоя гусеницы начинают располагаться на ветвях и стволах деревьев. 
Кормовые растения гусениц — геликония (Heliconia sp.) и род банан (Musa sp.), Calathea latifolia (Marantaceae), Heychium sp. (Zingiberaceae), Heliconia latispatha (Heliconiaceae), Musa sapientum (Musaceae).

## Список видов

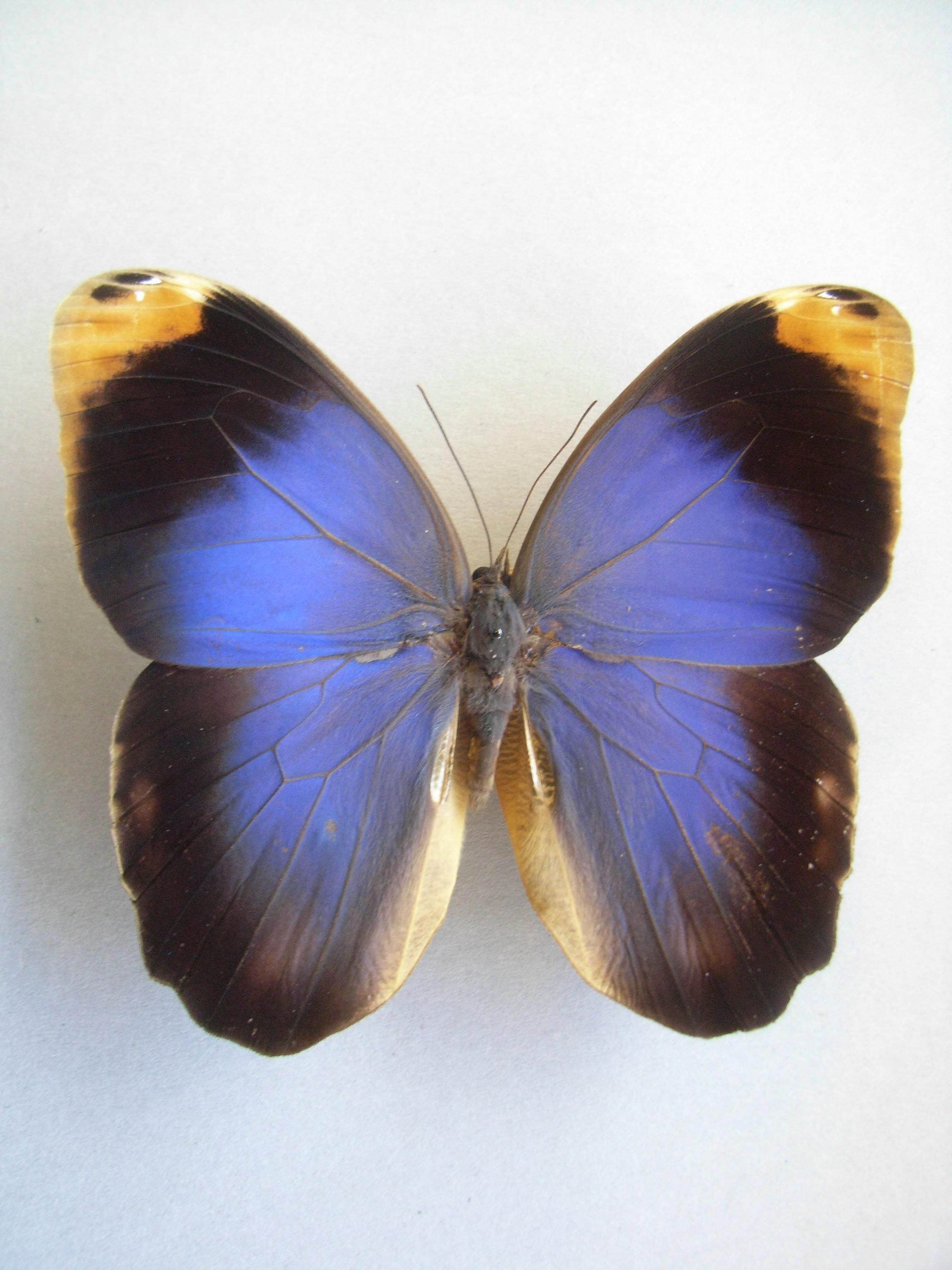
Caligo arisbe
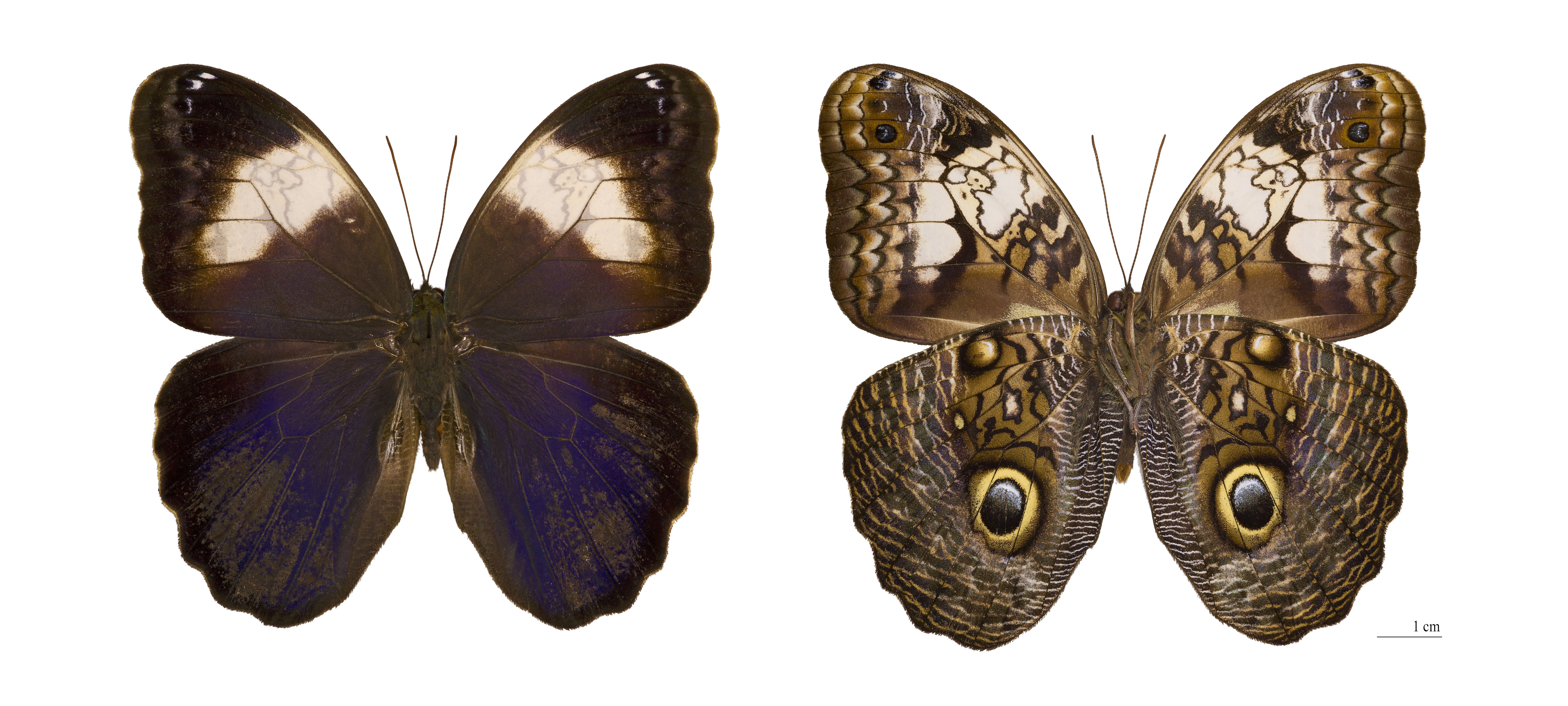
Caligo atreus
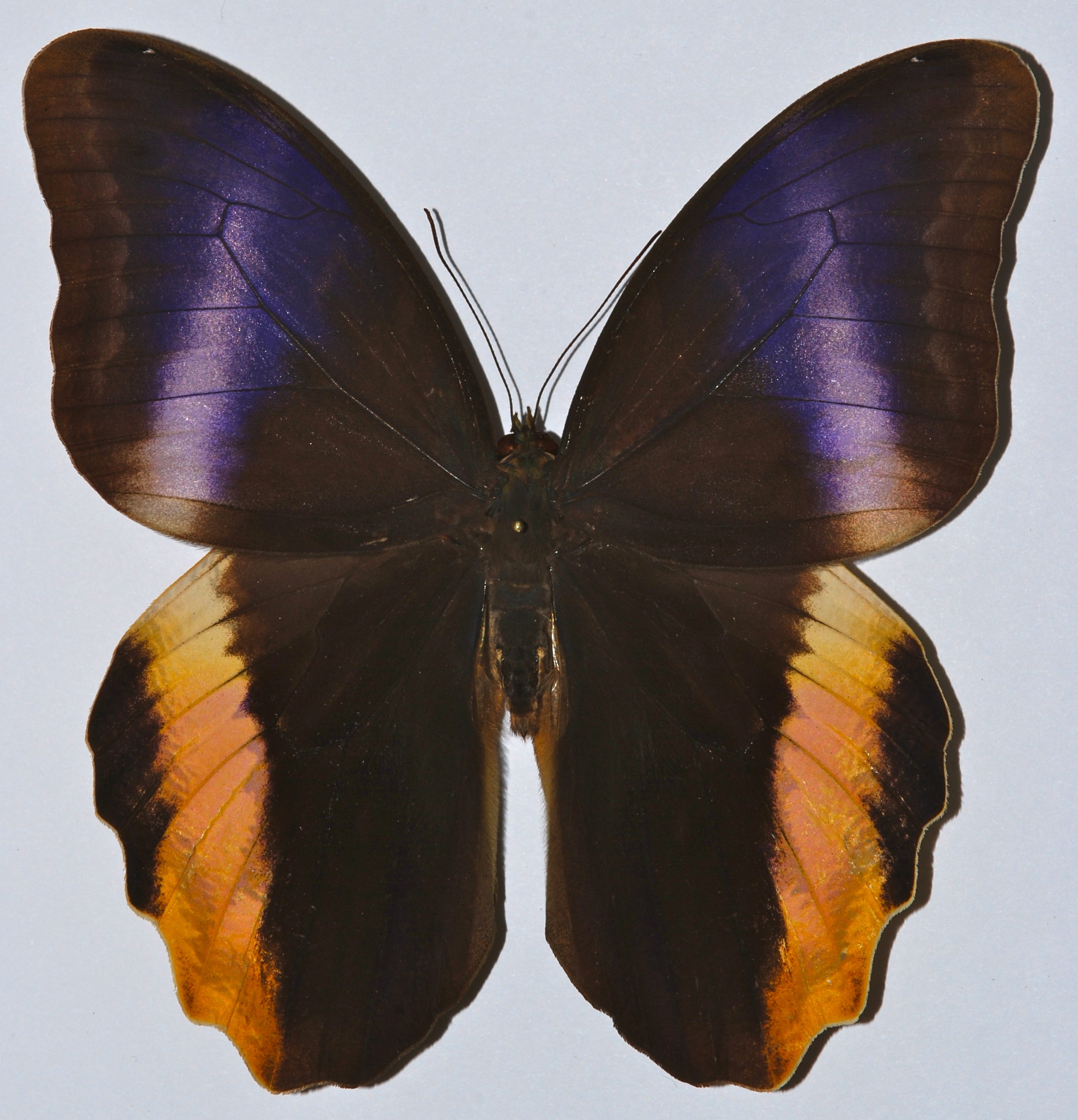
Caligo bellerophon
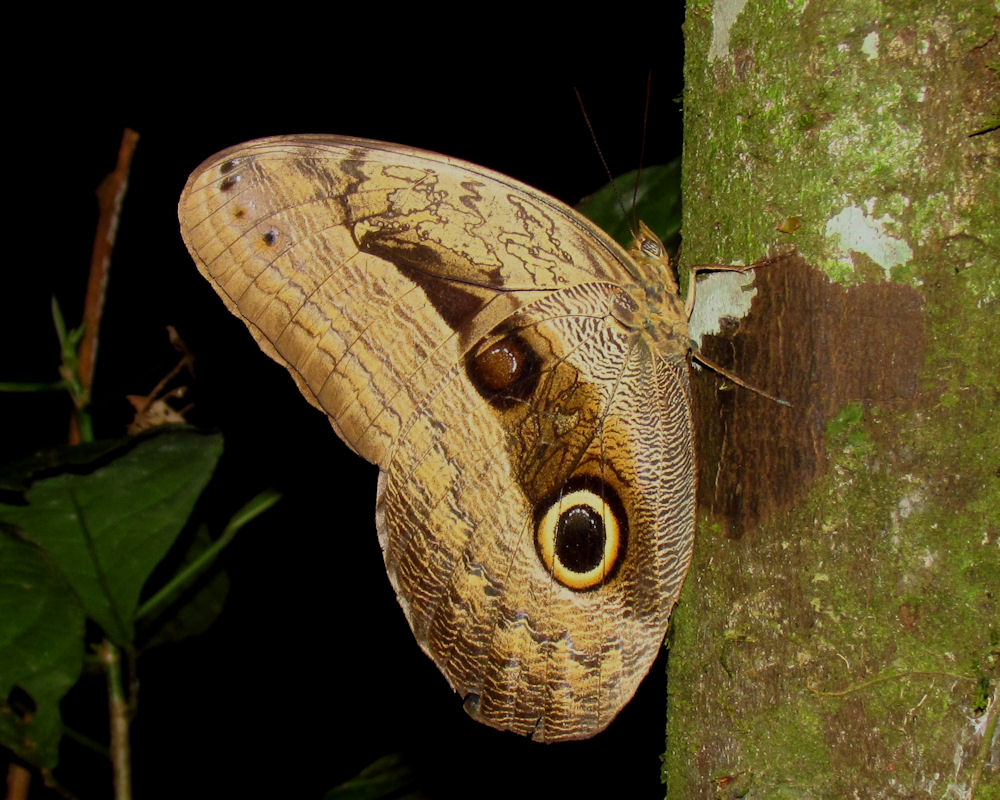
Нижняя сторона крыльев Caligo oedipus
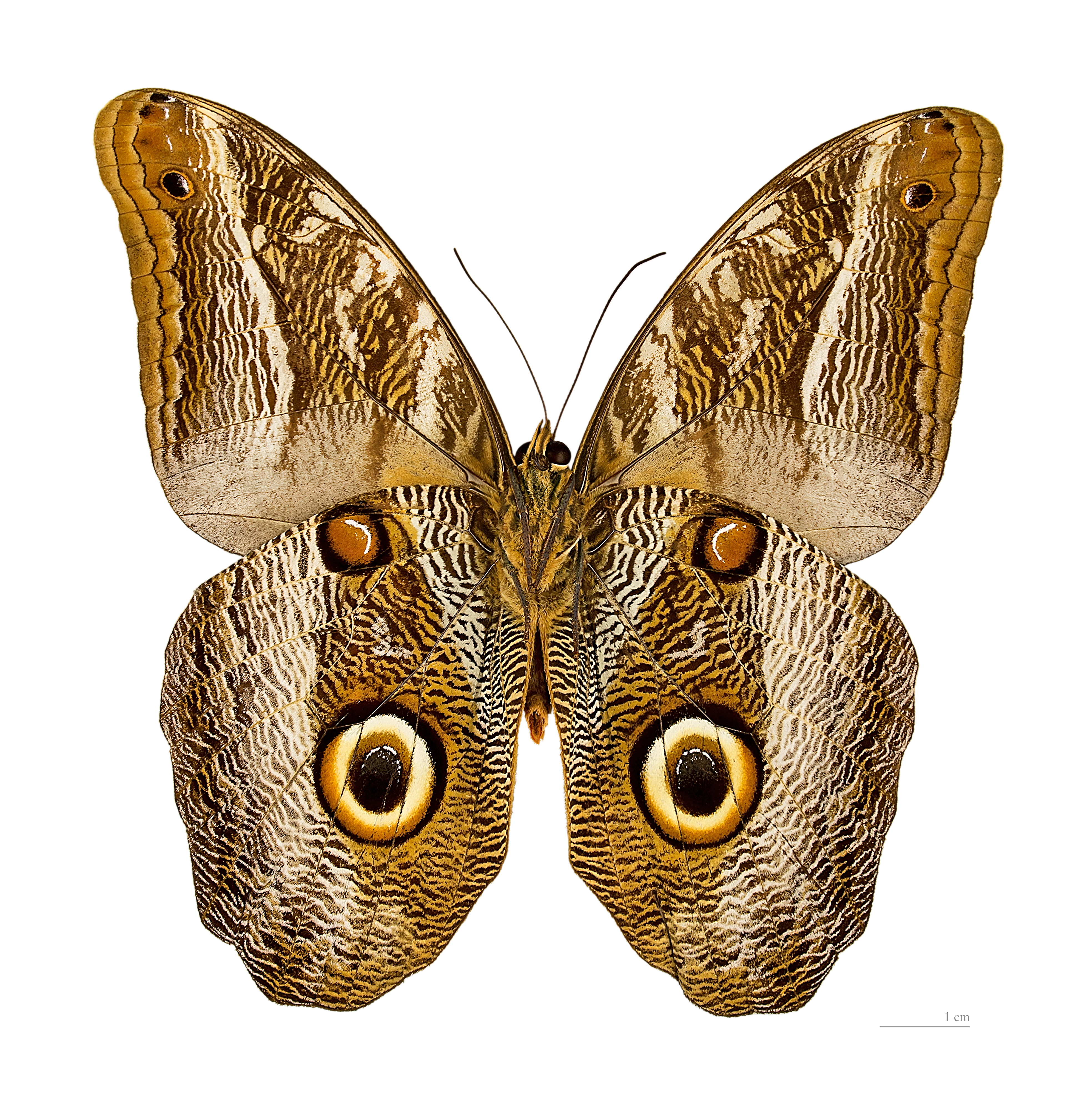
Нижняя сторона крыльев Caligo idomeneus

- Caligo beltrao
- Caligo brasiliensis
- Caligo euphorbus
- Caligo eurilochus
- Caligo idomeneus
- Caligo illioneus
- Caligo martia
- Caligo memnon
- Caligo oberthurii
- Caligo oedipus
- Caligo oileus
- Caligo placidianus
- Caligo prometheus
- Caligo superbus
- Caligo suzanna
- Caligo telamonius
- Caligo teucer
- Caligo uranus
- Caligo zeuxippus

- Caligo beltrao
- Caligo martia
- Caligo atreus
- Нижняя сторона крыльев Caligo oedipus
- Нижняя сторона крыльев Caligo idomeneus